# 迭戈·博廷
迭戈·博廷（西班牙語：Diego Botín，1993年12月25日—），生于桑坦德，西班牙男子帆船运动员，2023年世界帆船锦标赛男子49人级铜牌得主、2024年夏季奥林匹克运动会男子49人级金牌得主。